# دملوكة المتوسط
دملوكة المتوسط أو دملوكة أوروبية (الاسم العلمي Platichthys flesus)، سمكة من الدملوك. أعطانها تمتد من جبل طارق إلى البحر الأسود. يكثر وجودها عند أخوار الأنهار لأنها تسرء في المياه العذبة. جسمها بيضي الشوزن، مبطط الجرم، يطول نحو 30 سم. ثوبها إلى السمرة الحنطية يعلوها موا أصفر. لحمها فاخر الصنف لذيذ الطعم مرغوب فيه.